# Playa del Ruso
La playa del Ruso está situada en el municipio español de Albuñol, en la provincia de Granada, comunidad autónoma de Andalucía.